# 溪口乡 (重庆市)
溪口乡，是中华人民共和国重庆市万州区下辖的一个乡镇级行政单位。

## 行政区划
溪口乡下辖以下地区：
大溪社区、玉竹村、其林村、九树村和高山村。